# Alfa Romeo
Alfa Romeo é uma marca de automóveis de luxo italiana fundada em Milão, no ano de 1910, detida pela Stellantis. Alfa é o acrónimo do nome de fundação da empresa, Anonima Lombarda Fabbrica Automobili. É amplamente conhecida pelas suas linhas, com os carros a serem principalmente conhecidos pela sua beleza estética além de qualidade funcional.  
A Scuderia Ferrari, equipa mais bem-sucedida da história da Fórmula 1, foi fundada enquanto Alfa Romeo, disputando durante os seus primeiros 10 anos todas as provas com carros Alfa. A marca regressou à F1 em 2018 com a equipa Alfa Romeo Racing, atualmente Alfa Romeo F1 Team Orlen.

## História
Em 1907, Cavaliere Ugo Stella, um aristocrata de Milão e Alexandre Darracq, fabricante de carros francês fundaram a companhia "Darracq Italiana", que começou a produzir automóveis Darracq em Nápoles. Com o fim da parceria, Stella, com o financiamento de outros investidores italianos moveu a linha de produção para uma fábrica desativada em Portello, subúrbio de Milão, mudando, na ocasião, o nome da empresa para ALFA - Anonima Lombarda Fabbrica Automobili. O primeiro carro produzido inteiramente pela companhia foi o modelo 24 HP de 1910, desenhado por Giuseppe Merosi (tendo este nome devido à potência gerada por seu motor). Posteriormente, Merosi participou do desenvolvimento de novos carros da ALFA, com motores mais potentes, de 40 a 60 hp. A ALFA também se aventurou nas competições automobilísticas, com os pilotos Franchini e Ronzoni participando da Targa Florio de 1911 pilotando modelos 24 HP. Entretanto, com o início da Primeira Guerra Mundial, a produção ficou paralisada por três anos.
Nicola Romeo assumiu a direção da empresa em 1916 e converteu a empresa numa fábrica bélica para atender as necessidades da Itália e dos aliados durante a Primeira Guerra Mundial. Munição, motores e peças para aviões, geradores e compressores baseados nos motores de carros anteriormente produzidos e até locomotivas foram produzidas pela ALFA durante a guerra. Com o fim da guerra, Nicola Romeo assumiu o controle total da empresa, e a fabricação de carros foi retomada em 1919. Em 1920 o nome da empresa foi alterado para Alfa Romeo, e o Torpedo de 20 a 30 HP foi o primeiro carro fabricado sob a nova marca. Giuseppe Merosi continuou como designer-chefe e a companhia continuou a produzir bons carros de rua e carros de corrida de sucesso (dentre eles o 40-60 HP e o RL Targa Florio).

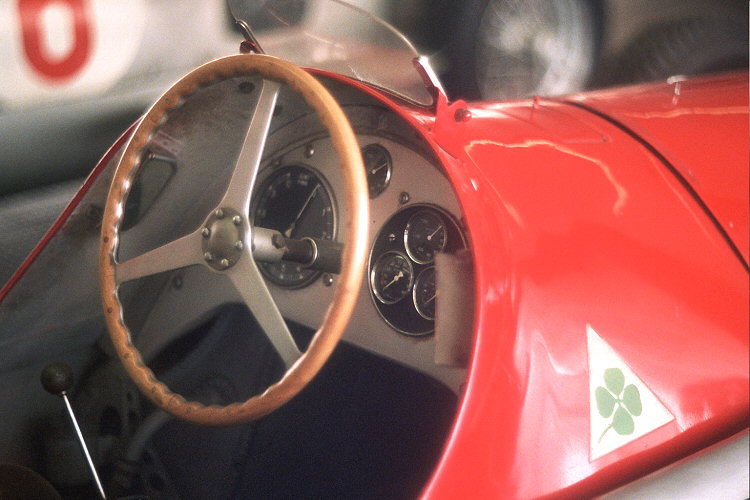
Detalhe do Alfa Romeo 159

Em 1923, o então piloto da equipe Alfa Romeo, Enzo Ferrari, convenceu Vittorio Jano a abandonar a FIAT e substituir Giuseppe Merosi na equipe de design da Alfa Romeo. O primeiro modelo concebido sob a supervisão de Jano foi o P2 Grand Prix, que deu à Alfa Romeo o título mundial de 1925. Para carros de rua, Jano desenvolveu uma série de motores pequenos e médios de 4, 6 e 8 cilindros em linha baseados no motor do P2 que estabeleceram a arquitetura de motores clássica da Alfa Romeo: Construção em liga-leve, câmaras de combustão hemisféricas, velas em posição central, duas válvulas em linha por cilindro e câmara de combustão dupla. Tal arquitetura provou-se durável e potente.
Em 1928 Nicola Romeo abandonou a empresa, quando esta foi à falência. Em 1933 a Alfa Romeo sofreu uma intervenção do Governo italiano, que passou a ter o controle da empresa. A Alfa Romeo passou a ser um instrumento da Itália de Mussolini, um Emblema Nacional.
Durante a II Guerra Mundial a fábrica da Alfa Romeo foi bombardeada e com muito custo voltou a ser rentável após a guerra. Parou de fabricar carros luxuosos, dedicando-se à produção em massa de carros populares.
Na década de 60 a Alfa Romeo tornou-se famosa por seus carros pequenos e modelos desenhados especialmente para a polícia italiana — "Pantere" e Carabinieri; dentre eles o glorioso "Giulia Super" ou o 2600 Sprint GT que recebeu o apelido expressivo de "Inseguimento" (por ter sido confundido com o carro utilizado pelo famoso agente de polícia, e inigualável motorista Armandino Spadafora na perseguição a ladrões por uma escada em 1960. Na verdade o carro utilizado era uma Ferrari 250 GT/E preta). Esta foto de uma Giulia, uma das dezenas sobre a lenda, foi tirada de um filme.

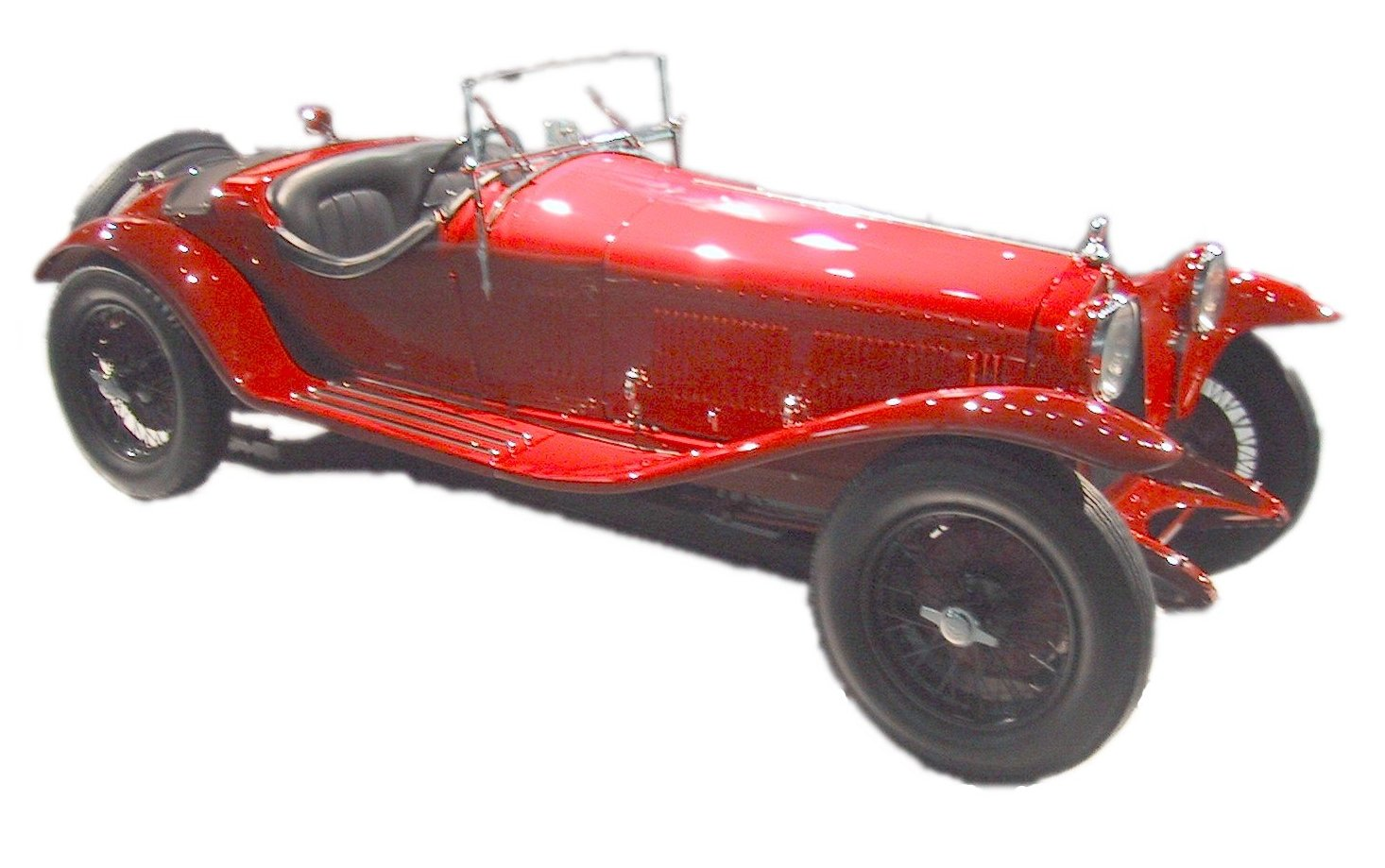
Alfa Romeo 6C

Em 1967 o famoso filme A Primeira Noite de um Homem, protagonizado por Dustin Hoffman deu status de celebridade à Alfa Romeo Spider (também conhecida por suas designações italianas "Duetto" ou "Osso di Seppia", ou ainda "round tail").
Na década de 70 a Alfa Romeo novamente entrou em crise financeira. O governo então privatizou a Alfa Romeo, passando o controle para a FIAT em 1986. Foi então criado um novo grupo empresarial — Alfa Lancia Spa — que se dedicou desde então à fabricação de carros Alfa Romeo e Lancia.
Antes de ser comprada pela FIAT, a Alfa Romeo sempre teve uma postura ousada no mercado, experimentando novas soluções nas pistas e utilizando-as na produção em série, mesmo com o risco de perdas comerciais. A Alfa Romeo sempre se caracterizou também pelo estilo controverso e pouco ortodoxo, que sempre levantaram discussões sobre estilo.
Numa brochura em inglês:
The Alfa Romeo Giulia 1600 SS — For the man who has everything, here is the car to keep him company. […] The price is GBP 2394.1.3 including tax. Expensive? Naturally! What else would you expect a hand-built Alfa to be?
A Alfa Romeo representa o fabricante de carros que permite uma condução esportiva para o motorista comum, oferecendo à apreciação o som característico de seus motores.
Em italiano, o dono de um Alfa Romeo é um "Alfista", e um grupo deles são "Alfisti". Alfa Romeo sempre tem em seus proprietários grandes defensores e muitos de seus carros se tornaram símbolos culturais. Também existem centenas de clubes de donos de Alfa Romeo ao redor do mundo. Sua grade dianteira é marcante e tem como característica o desenho básico do “scudetto” ou “escudo”, que surgiu em 1934, adornando a parte frontal das 6C 2300 como uma grande peça que encobria o radiador e servia também para refrigera-lo. E o motivo foi técnico: a disposição do radiador exigia um desenho mais verticalizado da grade que, apesar do tamanho, já exibia o formato que se tornaria consagrado nas décadas seguintes. Depois foi incorporado às 8C 2900 não só como elemento funcional, mas também estético. Aí surgiu, de fato, o “scudetto” Alfa Romeo.
No Brasil, em algum momento da história, o scudetto foi chamado por alguém, não se sabe onde nem quando, de “cuore” por causa do formato da peça, que lembra um coração, confundindo com o que era já conhecido como o “cuore sportivo” dos carros Alfa Romeo: seu “ESPÍRITO” ou mesmo seu MOTOR, frequentemente relacionado como “il cuore” dos automóveis da marca. Os Alfa são mundialmente reconhecidos pela aura esportiva que os acompanha desde o primeiro modelo produzido, daí surgiu o termo “cuore sportivo” ou “coração esportivo”, nada tendo a ver com a grade frontal. No entanto, na falta de informação ou com as restritas fontes por aqui, o nome cuore para esse elemento da grade “pegou” e muitos passaram a chama-lo erroneamente assim, criando confusão com interlocutores de outros países, onde a grade é conhecida como “escudo” (países de língua latina), “grille” (língua inglesa) ou scudetto mesmo, como a ele se referem os italianos. Outro detalhe inconfundível da Alfa Romeo é o trilobo, um arco cuja linha intradorso é composta de três setores circulares com um raio menor que o do arco, que se encontram formando arestas salientes.

Portanto, passou da hora de reparar esse equívoco histórico e colocar os elementos em seus devidos lugares: o “cuore sportivo” Alfa Romeo pode estar sob o capô – seu MOTOR – mas é, acima de tudo, o “ESPÍRITO” Alfa. O “escudo”, ou “scudetto”, é o elemento central da grade que adorna e torna tão singulares as emblemáticas máquinas da Casa del Biscione.

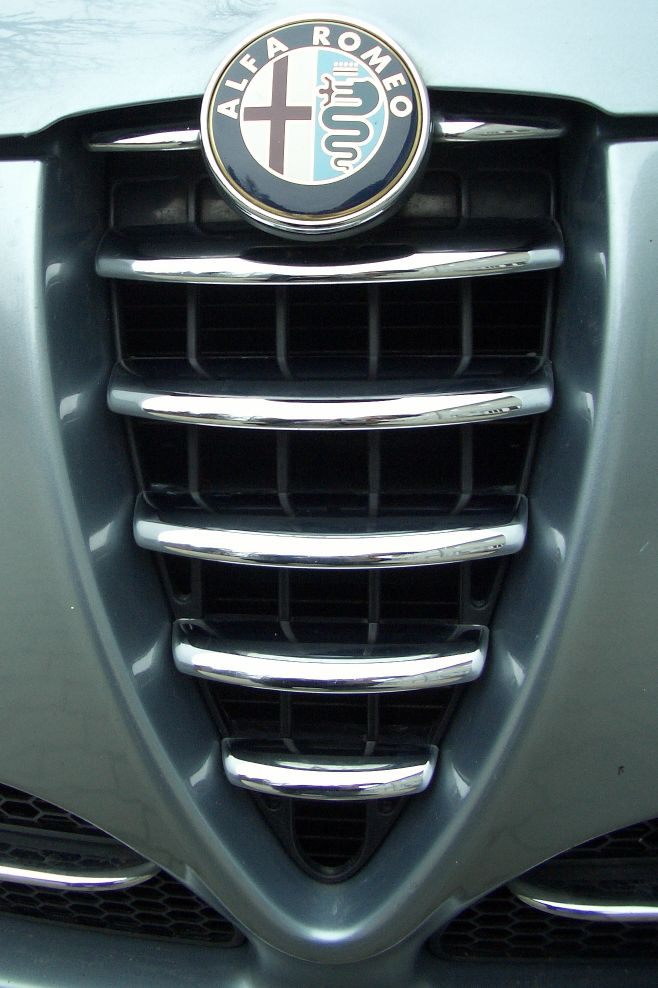
Grade tradicional em forma de escudo com emblema e trilobo em uma Alfa Romeo 147.

## Competição

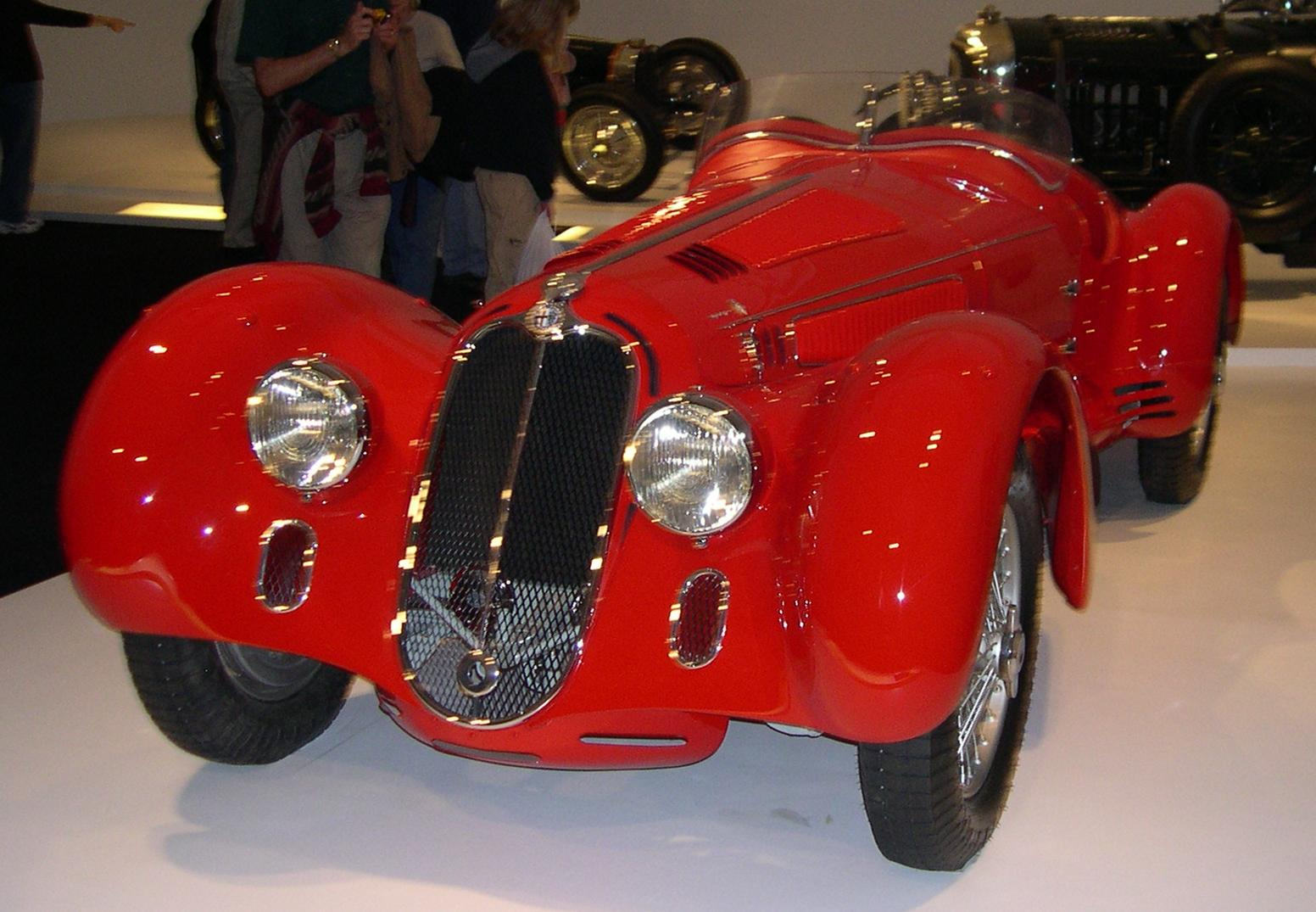
Alfa Romeo 8C 2900 Mille Miglia de 1938 da coleção de Ralph Lauren

A Alfa Romeo alcançou grande sucesso em diversas competições: Fórmula 1, Protótipos, Turismo e Super Turismo. Pilotos independentes também participaram com sucesso de outras provas, incluindo ralis.
Em 1923 Vittorio Jano, que veio da FIAT, começou a projetar motores que deram à Alfa Romeo sucesso nas pistas até o fim da década de 30. Quando o projeto começou a mostrar fraqueza, Jano foi demitido.
Na década de 30 Tazio Nuvolari venceu a Mille Miglia pilotando um 6C 1750, cruzando a linha de chegada após uma incrível ultrapassagem sobre Achille Varzi sem os faróis, no meio da noite.
O modelo 8C 2300 venceu as 24 horas de Le Mans de 1931 a 1934. A Alfa Romeo abandonou as competições em 1933, quando o Governo Italiano assumiu o controle da empresa. Surge então a Scuderia Ferrari, inicialmente como o braço de competições da Alfa Romeo (Enzo Ferrari pilotou para a Alfa antes de assumir a chefia da equipe, e logo a seguir passa a produzir seus próprios carros). Em 1935 uma Alfa Romeo pilotada por Nuvolari vence o Grande Prêmio da Alemanha. Em 1938 Biondetti vence a Mille Miglia pilotando um 8C 2900B Corto Spyder, desde então apelidado de modelo "Mille Miglia".
Em 1950 Nino Farina venceu o Campeonato Mundial de Fórmula 1 pilotando uma Alfa Romeo 158 com compressor; em 1951 Juan Manuel Fangio venceu pilotando uma Alfetta 159 (uma evolução do modelo 158, com um compressor de dois estágios). Outros títulos foram vencidos em 1975 e 1977, enquanto a Alfa Romeo 33 dominava a categoria de Protótipos de 1967 a 1977. Recentemente retornou com uma equipe na Fórmula 1.

## Alfa Romeo no Brasil

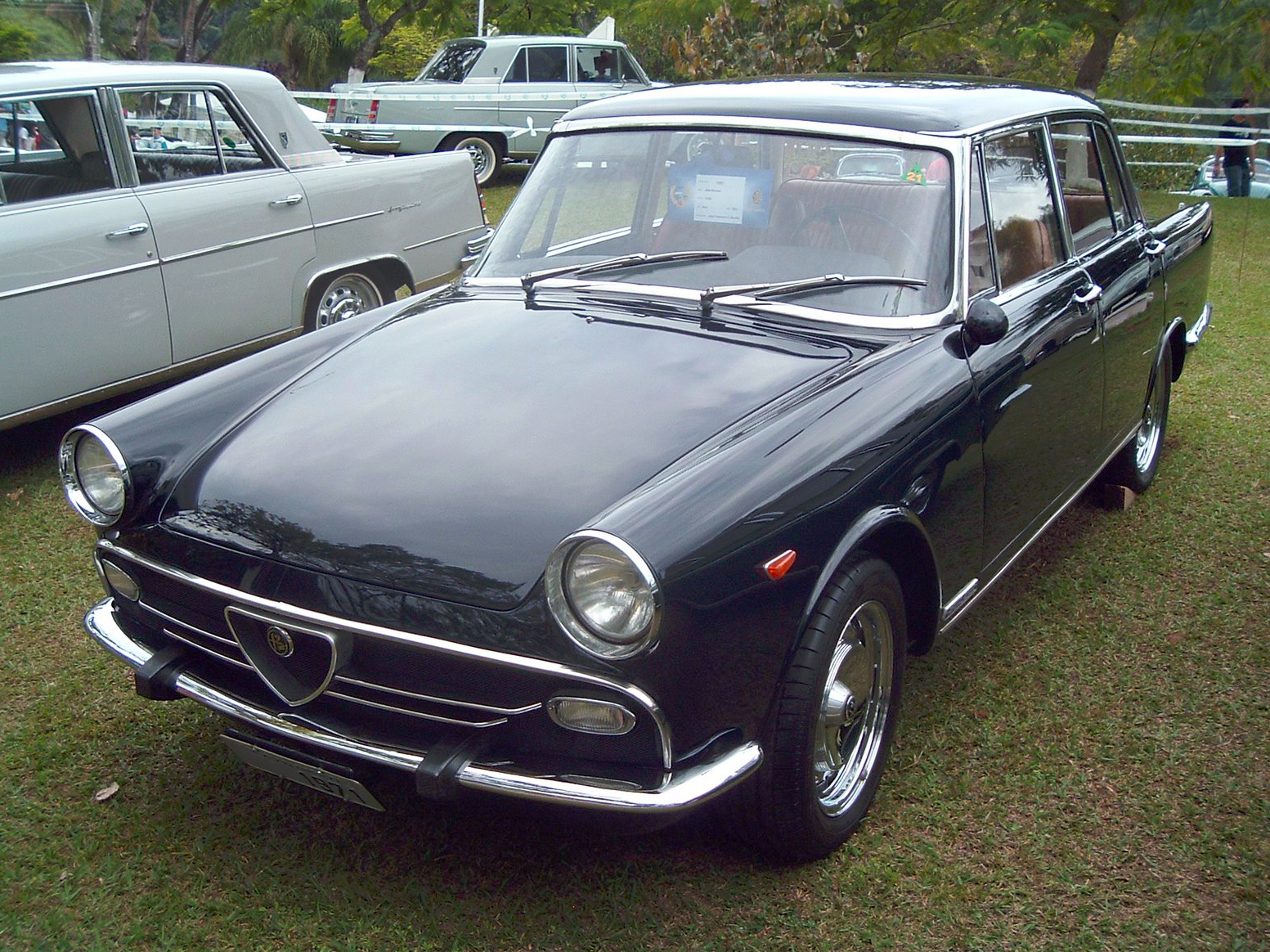
FNM Alfa Romeo 2150 (1971)

A marca foi comercializada no Brasil em dois períodos: entre 1960 a 1986 e entre 1991 até 2006. Em sua primeira passagem, forneceu tecnologia ao modelo FNM JK e produziu o modelo 2300. Com a queda das vendas, a marca cancelou suas operações em 1986. Ao voltar em 1991, não obteve resultados satisfatórios, cancelando, novamente, suas operações em 2006. Os caminhões FNM utilizavam os mesmos chassis dos caminhões da Alfa Romeo.

## Carabinieri e governo italiano

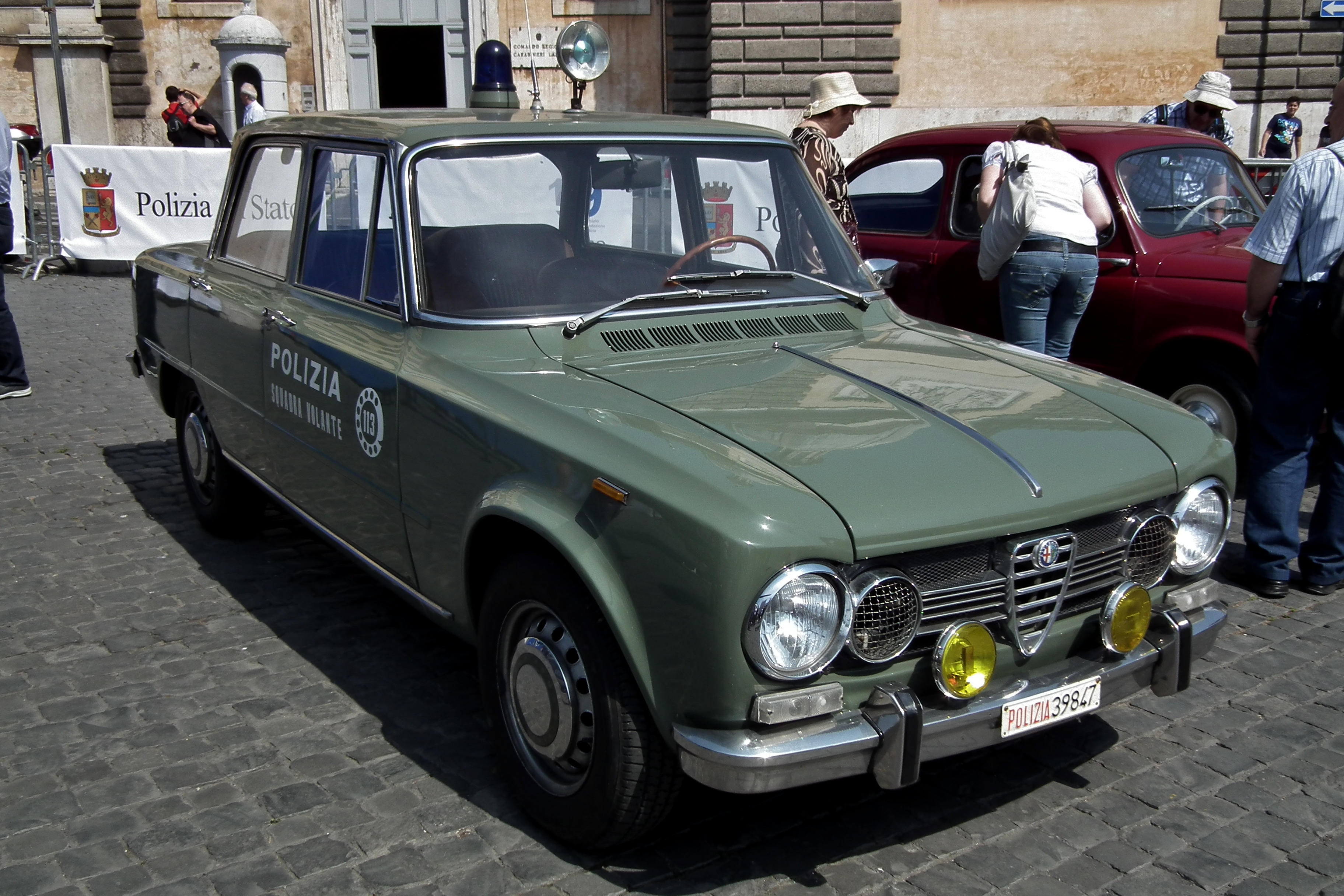
Viatura do Esquadrão Voador da Polizia di Stato (Polícia do Estado) italiana "Pantera" Alfa Giulia Super 1971

Na década de 1960, a Alfa Romeo ficou famosa por seus pequenos carros e modelos projetados especificamente para a polícia italiana e os Carabinieri (braço das forças armadas italianas destacado apenas parcialmente para fins de policiamento civil); entre eles o "Giulia Super" e o 2600 Sprint GT. As cores do Alfa Romeos usado pela Polizia eram/são verde/azul com listras brancas e letras, conhecidas como "Pantera" (Pantera), aprimorando a aparência agressiva dos carros (particularmente a série Giulia), enquanto os modelos dos Carabinieri são azul escuro com tetos brancos e listras vermelhas, conhecido como "Gazzella" (Gazelle), que denota a velocidade e agilidade desses "Pattuglie" (carros-patrulha). No entanto, o termo "Pantera" passou a ser usado de forma intercambiável e a imagem ajudou a criar uma percepção sem sentido, determinada e respeitada pelo público em geral dos homens que dirigiam esses carros, fiel à sua história. Desde então, a Alfa Romeo continua sendo a marca escolhida dos Carabinieri, Polizia Stradale (polícia rodoviária), Guardia di Finanza (polícia fiscal) e o serviço policial convencional (Polizia).
O Alfa Romeo 1900 M (mais conhecido por seu apelido Alfa Romeo Matta, que significa "louco") é um veículo utilitário com tração nas quatro rodas produzido pelo fabricante italiano de carros Alfa Romeo entre 1951 e 1954. Desenvolvido a pedido do Ministério da Defesa italiano, foi feito nas versões militar (AR 51) e civil (AR 52).
Desde a década de 1960, o primeiro-ministro italiano usa a Alfa Romeos (e recentemente o novo Maserati Quattroporte) como limusines preferidas do governo. Os 164 e 166 encontraram emprego específico nas últimas duas décadas.

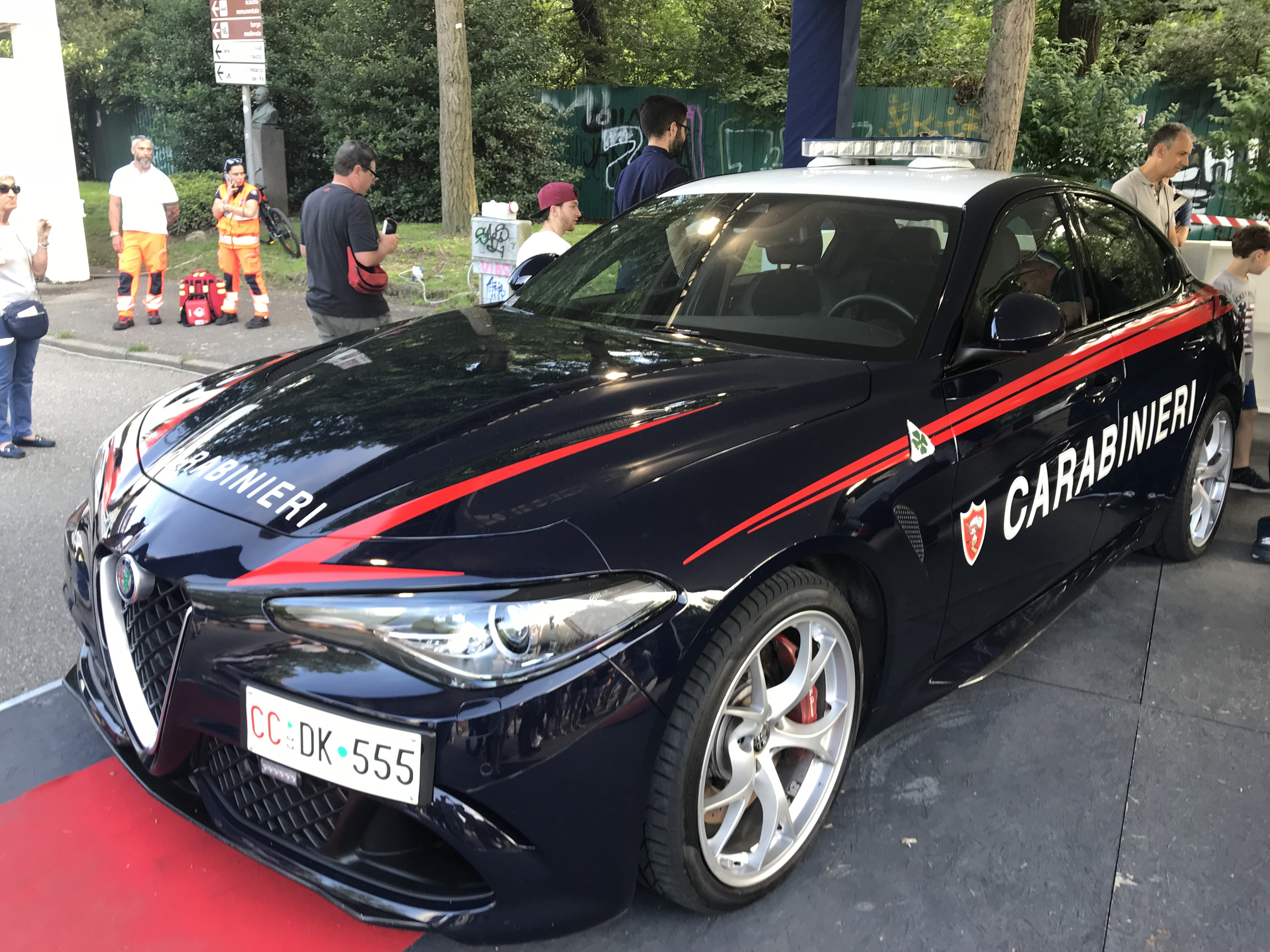
Alfa Romeo Giulia Quadrifoglio versão Carabinieri.

## Caminhões e veículos comerciais leves

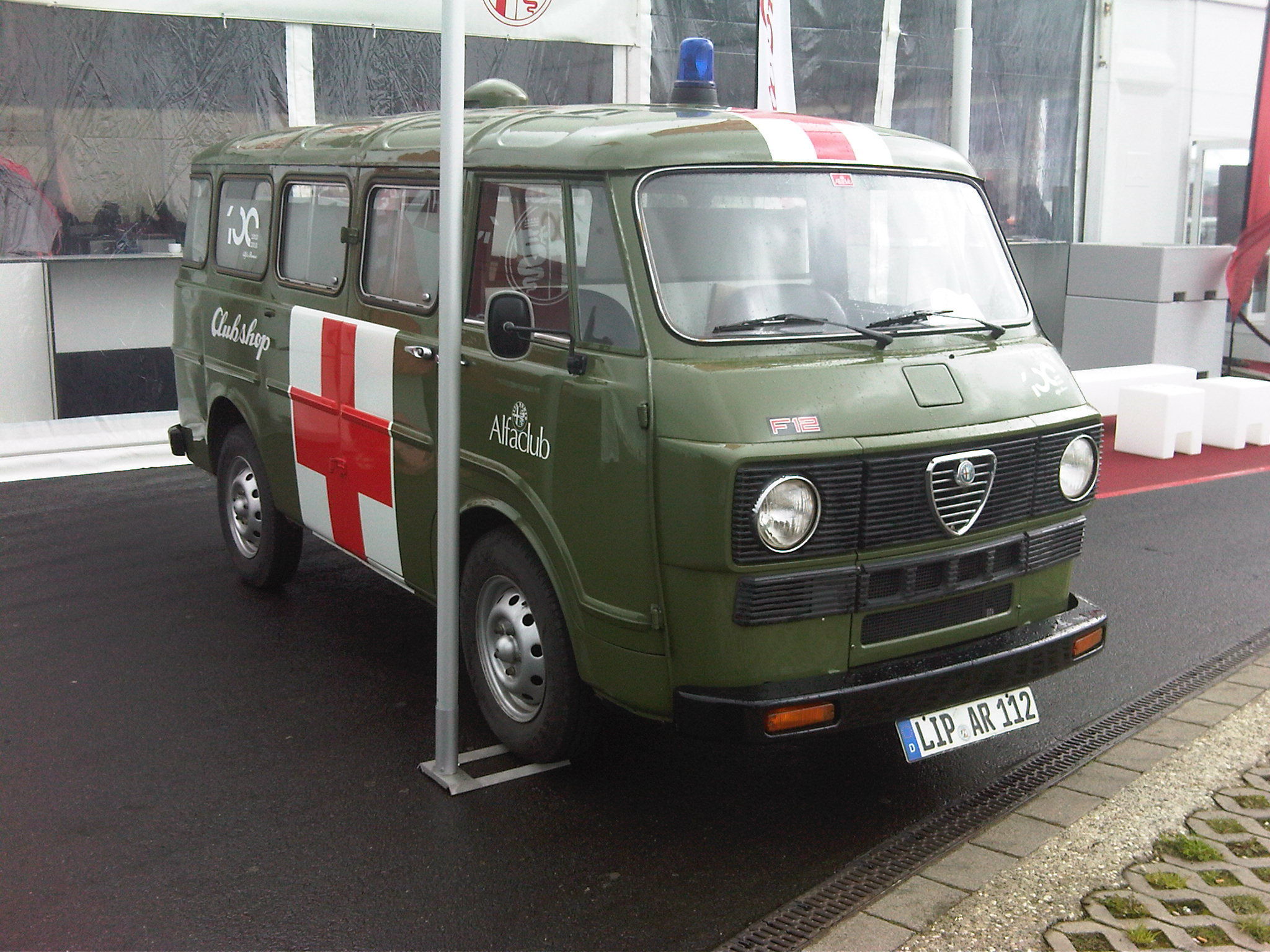
Ambulância Alfa Romeo Autotutto F12

Em 1930, a Alfa Romeo apresentou um caminhão leve, além de veículos pesados pesados baseados em construções de Büssing. Na Segunda Guerra Mundial, a Alfa Romeo também construiu caminhões para o exército italiano ("35 toneladas em qualquer lugar") e, posteriormente, também para a Wehrmacht alemã. Após a guerra, a produção comercial de veículos automotores foi retomada.
Em cooperação com a FIAT e Saviem, a partir da década de 1960, foram desenvolvidos diferentes modelos de caminhões leves.

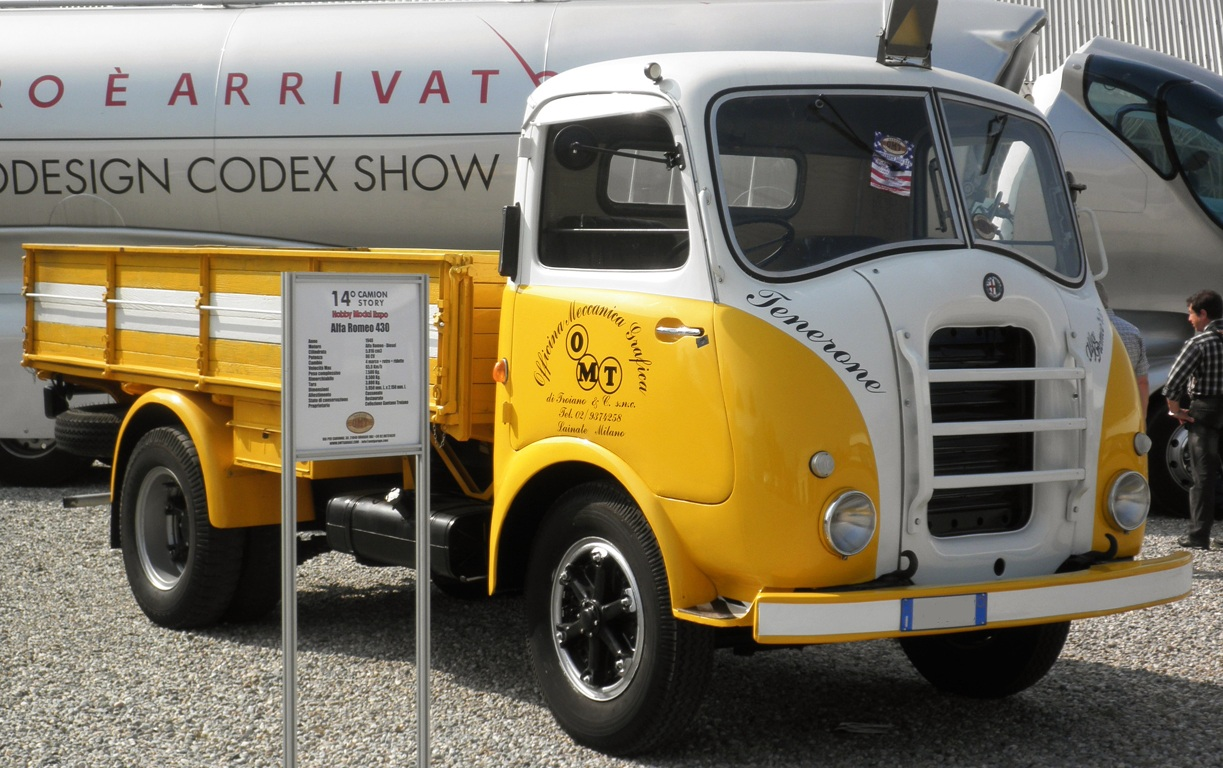
Caminhão Alfa Romeo 430

A produção de LCVs pesados na Itália foi encerrada em 1967. Os caminhões pesados continuaram a ser fabricados por alguns anos no Brasil pela subsidiária da Alfa Romeo, Fábrica Nacional de Motores, sob o nome de FNM. As últimas vans da Alfa Romeo foram as Alfa Romeo AR6 e AR8, versões rebatizadas do Iveco Daily e Fiat Ducato. A empresa também produziu trólebus para muitos sistemas na Itália, América Latina, Suécia, Grécia, Alemanha, Turquia e África do Sul. Mais tarde, a Alfa Romeo concentrou-se apenas na fabricação de automóveis de passageiros.

## Outros produtos
Embora a Alfa Romeo seja mais conhecida como fabricante de automóveis, também produziu veículos comerciais de vários tamanhos, locomotivas ferroviárias, tratores, ônibus, bondes, compressores, geradores, um fogão elétrico, motores marítimos e aeronaves.

### Motores de aeronaves
Um motor Alfa foi usado pela primeira vez em uma aeronave em 1910 no biplano Santoni-Franchini. Em 1932, a Alfa Romeo construiu seu primeiro motor de aeronave real, o D2 (240 cv), instalado no Caproni 101 D2. Nos anos 30, quando os motores Alfa Romeo foram usados para aeronaves em maior escala; o Savoia Marchetti SM.74, Savoia-Marchetti SM.75, Savoia-Marchetti SM.79, Savoia Marchetti SM.81 e Cant Z506B Airone usavam motores fabricados pela Alfa Romeo. Em 1931, foi organizada uma competição em que Tazio Nuvolari dirigia seu Alfa Romeo 8C 3000 Monza contra um avião Caproni Ca.100. Alfa Romeo construiu vários motores de aeronaves durante a Segunda Guerra Mundial; o mais conhecido era o RA.1000 RC 41-I Monsone, uma versão licenciada do Daimler-Benz DB 601. Esse mecanismo tornou possível a construção de aeronaves de combate eficientes, como o Macchi C.202 Folgore, para o exército italiano. Após a Segunda Guerra Mundial, a Alfa Romeo produziu motores para Fiat, Aerfer e Ambrosini. Nos anos 60, a Alfa Romeo concentrou-se principalmente na atualização e manutenção dos motores de aeronaves Curtiss-Wright, Pratt & Whitney, Rolls-Royce e General Electric. A Alfa Romeo também construiu o primeiro motor de turbina da Itália, instalado no Beechcraft King Air. A divisão Avio da Alfa Romeo foi vendida para a Aeritalia em 1988, desde 1996 fazia parte da Fiat Avio. Alfa Avio também fez parte da equipe de desenvolvimento do novo motor T700-T6E1 para o helicóptero NHI NH90.

### Motores marítimos
A Alfa Romeo também produziu motores marítimos. O primeiro motor marítimo foi produzido em 1929. Mais tarde, por três anos consecutivos: 1937-1938-1939, com afirmações notáveis, a Alfa Romeo demonstrou sua eficiência construtiva, contribuindo para o desenvolvimento de motores marítimos.
- (1938) 12 cilindros (4.500) 121.710 km/h

## Modelos/Ano de Fabricação

### Atuais
| MiTo | Giulietta | 4C | Giulia | Stelvio |
| ---- | --------- | -- | ------ | ------- |
|      |           |    |        |         |

### Futuros
- Alfa Romeu Tonale

### Modelos históricos
| \| Veículos normais \| Imagem \| Veículos de corrida \| Imagem \| \| ----------------------------------------------------- \| ------ \| ------------------------------------------------ \| ------ \| \| (1910-1920) 24 HP (1910-1911) 12 HP (1911-1920) 15 HP \| \| (1911) 15 HP Corsa \| \| \| (1913-1922) 40-60 HP \| \| (1913) 40-60 HP Corsa (1914) 40-60 HP Grand Prix \| - \| |        |                                                  |        |
| Veículos normais | Imagem | Veículos de corrida                              | Imagem |
| (1910-1920) 24 HP (1910-1911) 12 HP (1911-1920) 15 HP |        | (1911) 15 HP Corsa                               |        |
| (1913-1922) 40-60 HP |        | (1913) 40-60 HP Corsa (1914) 40-60 HP Grand Prix | -      |

| \| Veículos normais \| Imagem \| Veículos de corrida \| Imagem \| \| ------------------------------------------------------- \| ------ \| -------------------------------------------- \| ------ \| \| (1920-1921) G1 (1921) G2 \| - \| - \| - \| \| (1921-1922) 20-30 HP 20-30 HP ES Sport Torpedo 20-30 HP \| \| - \| - \| \| (1922-1927) RL \| \| (1922) RL Super Sport (1923) RL Targa Florio \| \| \| (1923-1925) RM \| \| - \| - \| \| - \| - \| (1923) P1 \| \| \| - \| - \| (1924) P2 \| \| \| (1927-1929) 6C 1500 (1929-1933) 6C 1750 \| \| (1928) 6C MMS (1929) 6C Super Sport \| \| |        |                                              |        |
| Veículos normais | Imagem | Veículos de corrida                          | Imagem |
| (1920-1921) G1 (1921) G2 | -      | -                                            | -      |
| (1921-1922) 20-30 HP 20-30 HP ES Sport Torpedo 20-30 HP |        | -                                            | -      |
| (1922-1927) RL |        | (1922) RL Super Sport (1923) RL Targa Florio |        |
| (1923-1925) RM |        | -                                            | -      |
| - | -      | (1923) P1                                    |        |
| - | -      | (1924) P2                                    |        |
| (1927-1929) 6C 1500 (1929-1933) 6C 1750 |        | (1928) 6C MMS (1929) 6C Super Sport          |        |

| \| Veículos normais \| Imagem \| Veículos de corrida \| Imagem \| \| ------------------------------------------------------ \| ------ \| ---------------------------------------------------------------------------------------------- \| ------ \| \| - \| - \| (1931) Tipo A \| \| \| (1931-1934) 8C 2300 (1935-1939) 8C 2900 \| \| (1931) 8C 2300 Monza (1935) 8C 35 (1935) 8C 2900A (1935) Bimotore (1937) 8C 2300B Mille Miglia \| \| \| - \| - \| (1932) Tipo B (P3) \| \| \| (1933) 6C 1900 (1934-1937) 6C 2300 (1939-1950) 6C 2500 \| \| (1937) 6C 2300B Mille Miglia (1939) 6C 2500 Super Sport Corsa \| - \| \| - \| - \| (1936) 12C 36 (1937) 12C 37 \| \| \| - \| - \| (1938) Tipo 308 \| \| \| - \| - \| (1938) Tipo 312 \| - \| \| - \| - \| (1938) Tipo 316 \| - \| \| - \| - \| (1938) 158/159 Alfetta \| \| \| Década de 1940 \| \| \| \| \| - \| - \| (1948) 6C 2500 Competizione \| - \| |        |                                                                                                |        |
| Veículos normais | Imagem | Veículos de corrida                                                                            | Imagem |
| - | -      | (1931) Tipo A                                                                                  |        |
| (1931-1934) 8C 2300 (1935-1939) 8C 2900 |        | (1931) 8C 2300 Monza (1935) 8C 35 (1935) 8C 2900A (1935) Bimotore (1937) 8C 2300B Mille Miglia |        |
| - | -      | (1932) Tipo B (P3)                                                                             |        |
| (1933) 6C 1900 (1934-1937) 6C 2300 (1939-1950) 6C 2500 |        | (1937) 6C 2300B Mille Miglia (1939) 6C 2500 Super Sport Corsa                                  | -      |
| - | -      | (1936) 12C 36 (1937) 12C 37                                                                    |        |
| - | -      | (1938) Tipo 308                                                                                |        |
| - | -      | (1938) Tipo 312                                                                                | -      |
| - | -      | (1938) Tipo 316                                                                                | -      |
| - | -      | (1938) 158/159 Alfetta                                                                         |        |
| Década de 1940 |        |                                                                                                |        |
| - | -      | (1948) 6C 2500 Competizione                                                                    | -      |

| \| Veículos normais \| Imagem \| Veículos de corrida \| Imagem \| \| --------------------- \| ------ \| ---------------------- \| ------ \| \| (1950-1958) 1900 \| \| - \| - \| \| - \| - \| (1951) 158/159 Alfetta \| \| \| (1951-1953) Matta \| \| - \| - \| \| - \| - \| (1952) 6C 3000 CM \| \| \| (1954-1962) Giulietta \| \| - \| - \| \| (1958-1962) 2000 \| \| - \| - \| \| (1959-1964) Dauphine \| \| - \| - \| |        |                        |        |
| Veículos normais | Imagem | Veículos de corrida    | Imagem |
| (1950-1958) 1900 |        | -                      | -      |
| - | -      | (1951) 158/159 Alfetta |        |
| (1951-1953) Matta |        | -                      | -      |
| - | -      | (1952) 6C 3000 CM      |        |
| (1954-1962) Giulietta |        | -                      | -      |
| (1958-1962) 2000 |        | -                      | -      |
| (1959-1964) Dauphine |        | -                      | -      |

| \| Veículos normais \| Imagem \| Veículos de corrida \| Imagem \| \| ----------------------------------- \| ------ \| ------------------------ \| ------ \| \| - \| - \| (1960) Giulietta SZ \| \| \| (1962-1968) 2600 \| \| - \| - \| \| (1962-1976) Giulia Sedan \| \| - \| - \| \| (1963-1967) Giulia TZ \| \| (1963) Giulia TZ \| \| \| (1963-1977) Giulia Sprint \| \| - \| - \| \| (1963-1966) Giulia Sprint Speciale \| \| - \| - \| \| (1965-1967) Gran Sport Quattroruote \| \| - \| - \| \| - \| - \| (1965) Tipo 33 \| \| \| - \| - \| (1965) Giulia Sprint GTA \| \| \| (1966-1993) Spider \| \| - \| - \| \| (1967-1969) 33 Stradale \| \| - \| - \| \| (1967-1977) 1750/2000 Berlina \| \| - \| - \| |        |                          |        |
| Veículos normais | Imagem | Veículos de corrida      | Imagem |
| - | -      | (1960) Giulietta SZ      |        |
| (1962-1968) 2600 |        | -                        | -      |
| (1962-1976) Giulia Sedan |        | -                        | -      |
| (1963-1967) Giulia TZ |        | (1963) Giulia TZ         |        |
| (1963-1977) Giulia Sprint |        | -                        | -      |
| (1963-1966) Giulia Sprint Speciale |        | -                        | -      |
| (1965-1967) Gran Sport Quattroruote |        | -                        | -      |
| - | -      | (1965) Tipo 33           |        |
| - | -      | (1965) Giulia Sprint GTA |        |
| (1966-1993) Spider |        | -                        | -      |
| (1967-1969) 33 Stradale |        | -                        | -      |
| (1967-1977) 1750/2000 Berlina |        | -                        | -      |

| \| Veículos normais \| Imagem \| Veículos de corrida \| Imagem \| \| --------------------------- \| ------ \| --------------------- \| ------ \| \| (1970-1977) Montreal \| \| - \| - \| \| - \| - \| (1972) Tipo 33/4 \| \| \| (1972-1983) Alfasud \| \| - \| - \| \| (1972-1984) Alfetta sedan \| \| - \| - \| \| - \| - \| (1973) 33TT12 \| \| \| (1974-1987) Alfetta GT/GTV \| \| - \| - \| \| (1976-1989) Alfasud Sprint \| \| (1976) 33SC12 \| \| \| (1977-1985) Nuova Giulietta \| \| - \| - \| \| (1979-1986) Alfa 6 \| \| (1979) 177 (1979) 179 \| \| |        |                       |        |
| Veículos normais | Imagem | Veículos de corrida   | Imagem |
| (1970-1977) Montreal |        | -                     | -      |
| - | -      | (1972) Tipo 33/4      |        |
| (1972-1983) Alfasud |        | -                     | -      |
| (1972-1984) Alfetta sedan |        | -                     | -      |
| - | -      | (1973) 33TT12         |        |
| (1974-1987) Alfetta GT/GTV |        | -                     | -      |
| (1976-1989) Alfasud Sprint |        | (1976) 33SC12         |        |
| (1977-1985) Nuova Giulietta |        | -                     | -      |
| (1979-1986) Alfa 6 |        | (1979) 177 (1979) 179 |        |

| \| Veículos normais \| Imagem \| Veículos de corrida \| Imagem \| \| ------------------------------- \| ----------------------- \| ------------------- \| ------ \| \| - \| - \| (1982) 182 \| \| \| (1983-1994) 33 \| Ficheiro:2PUBLI1983.jpg \| (1983) 183 \| \| \| (1984-1987) Arna (1984-1987) 90 \| \| (1984) 184 \| \| \| (1985-1992) 75 \| \| (1985) 185 \| \| \| (1987-1998) 164 \| \| - \| - \| \| (1989-1993) SZ/RZ \| \| - \| - \| |                         |                     |        |
| Veículos normais | Imagem                  | Veículos de corrida | Imagem |
| - | -                       | (1982) 182          |        |
| (1983-1994) 33 | Ficheiro:2PUBLI1983.jpg | (1983) 183          |        |
| (1984-1987) Arna (1984-1987) 90 |                         | (1984) 184          |        |
| (1985-1992) 75 |                         | (1985) 185          |        |
| (1987-1998) 164 |                         | -                   | -      |
| (1989-1993) SZ/RZ |                         | -                   | -      |

| \| Veículos normais \| Imagem \| Veículos de corrida \| Imagem \| \| ------------------------------- \| ------ \| ------------------------------- \| ------ \| \| (1992-1998) 155 \| \| (1992) 155 GTA \| \| \| - \| - \| (1993) 155 V6 TI (1993) GTV Cup \| \| \| (1994-2000) 145 (1994-2000) 146 \| \| - \| - \| \| (1995-2006) GTV/Spider \| \| - \| - \| \| (1997-2005) 156 \| \| - \| - \| \| (1998-2007) 166 \| \| (1998) 156 D2 \| \| |        |                                 |        |
| Veículos normais | Imagem | Veículos de corrida             | Imagem |
| (1992-1998) 155 |        | (1992) 155 GTA                  |        |
| - | -      | (1993) 155 V6 TI (1993) GTV Cup |        |
| (1994-2000) 145 (1994-2000) 146 |        | -                               | -      |
| (1995-2006) GTV/Spider |        | -                               | -      |
| (1997-2005) 156 |        | -                               | -      |
| (1998-2007) 166 |        | (1998) 156 D2                   |        |

| \| Veículos normais \| Imagem \| Veículos de corrida \| Imagem \| \| --------------------------- \| ------ \| ---------------------------------------- \| ------ \| \| (2000-2007) 147 \| \| - \| - \| \| - \| - \| (2002) 156 GTA Super 2000 \| - \| \| (2003-2010) GT \| \| (2003) 147 GTA Cup (2003) 156 Super 2000 \| \| \| (2005-2010) Brera \| \| - \| - \| \| (2005-2011) 159 \| \| - \| - \| \| (2006-2010) Brera Spider \| \| - \| - \| \| (2007-2009) 8C Competizione \| \| - \| - \| \| (2008-2010) 8C Spider \| \| - \| - \| |        |                                          |        |
| Veículos normais | Imagem | Veículos de corrida                      | Imagem |
| (2000-2007) 147 |        | -                                        | -      |
| - | -      | (2002) 156 GTA Super 2000                | -      |
| (2003-2010) GT |        | (2003) 147 GTA Cup (2003) 156 Super 2000 |        |
| (2005-2010) Brera |        | -                                        | -      |
| (2005-2011) 159 |        | -                                        | -      |
| (2006-2010) Brera Spider |        | -                                        | -      |
| (2007-2009) 8C Competizione |        | -                                        | -      |
| (2008-2010) 8C Spider |        | -                                        | -      |